# Strengen
Strengen är en ort och kommun i distriktet Landeck i förbundslandet Tyrolen i Österrike.